# Биопсия
Биопси́я (от др.-греч. βίος «жизнь» + ὄψις «<внешний> вид; взгляд, взор») — метод исследования, при котором проводится прижизненное взятие клеток или тканей (биоптата) из организма с диагностической или исследовательской целью. Биопсия является обязательным методом подтверждения диагноза при подозрении на наличие онкологических заболеваний.
Термин «биопсия» ввёл в медицинскую практику французский дерматолог Эрнест Бенье в 1879 году.

## Виды биопсии
- По способу получения материала
  - Взятие материала для гистологического исследования
    - Эксцизионная биопсия — взятие для исследования патологического образования целиком.
    - Инцизионная биопсия — взятие для исследования части патологического образования либо диффузно измененного органа.
    - Щипковая биопсия — с помощью биопсийных щипцов (punch-biopsy)
    - Трепан-биопсия — взятие столбика плотной ткани с помощью полой трубки с заострённым краем — трепана. Применяется для биопсии костей и плотных опухолей.
    - Сердцевинная (core-биопсия, кор-биопсия, режущая биопсия) — взятие столбика материала из мягких тканей при помощи специального трепана, состоящего из гарпунной системы  и полой трубки с заострённым краем.
    - Скарификационная (поверхностная) биопсия (shaving biopsy) — взятие материала путём срезания с поверхности образования тонкого пласта ткани, применяется для биопсии патологических образований кожи.
    - Петлевая биопсия — забор материала петлёй при помощи коагулятора в режиме резания тканей либо радиочастотного хирургического аппарата. Применяется в ЛОР, гинекологии и при эндоскопических исследованиях.

  - Взятие материала для цитологического исследования
    - Отпечаток с патологического образования (эрозии, язвы) — материал переносится на предметное стекло прикладыванием его к изъязвленной поверхности.
    - Мазок-отпечаток с патологического образования — материал соскребается с патологического образования шпателем, скальпелем, цитощёткой затем переносится на предметное стекло.
    - Тонкоигольная аспирационная биопсия (FNAB) — взятие материала для исследования обычно с помощью пункционной иглы и шприца. Применяется как для биопсии кистозных образований, так и солидных опухолей.
    - Аспирационная биопсия — вариант FNAB жидкостных образований: кист, забора жидкости из плевральной либо брюшной полости.
- По виду контроля точности:
  - Классическая биопсия
  - Прицельная биопсия
    - Эндоскопическая
    - Биопсия под контролем УЗИ
    - Биопсия под рентгенологическим контролем
    - Стереотаксическая биопсия

## Цели и задачи биопсии
Биопсия — наиболее достоверный метод исследования в случае необходимости установления клеточного состава ткани. Взятие тканей и последующее их исследование под микроскопом позволяет определить точный клеточный состав исследуемого материала. Биопсия является исследованием, входящим в диагностический минимум при подозрении на онкологическое заболевание, и дополняется другими методами исследования, такими как рентгенологические, эндоскопические, иммунологические.
Существенным обстоятельством, определяющим необходимость биопсии, является необходимость определить тактику лечения при онкологических заболеваниях. Лечение онкологических заболеваний требует выполнения травматичных, часто инвалидизирующих вмешательств: хирургических операций, лучевой терапии, введения токсичных химиотерапевтических препаратов, что не позволяет начинать лечения без достоверного подтверждения диагноза, которым является гистологическое либо цитологическое исследование биоптатов.
Например, при раке прямой кишки, расположенном в нижних отделах, радикальным методом лечения является выполнение брюшно-промежностной экстирпации прямой кишки — операции, предполагающей удаление прямой кишки и формирование колостомы (противоестественного заднего прохода). При отсутствии чёткой уверенности в диагнозе такую операцию выполнять нельзя. Если после операции выяснится, что злокачественной опухоли не было, закономерно встанет вопрос о напрасном выполнении травматичного вмешательства. То же самое касается рака молочной железы, рака желудка, рака легкого и других злокачественных опухолей.

## Показания к проведению биопсии
Выполнение биопсии требуется при подозрении на заболевание, диагноз которого не может быть установлен достоверно или полноценно с помощью других методов исследования. Традиционно такими заболеваниями являются онкологические (опухолевые). Однако сегодня биопсия широко применяется в диагностике не опухолевых заболеваний. Прежде всего, в гастроэнтерологии (выявление микроскопических особенностей воспалительных и предопухолевых заболеваний пищевода, желудка, тонкой и толстой кишки, что в значительной степени определяет дальнейшую тактику и терапию) и гинекологии (определение эндокринных заболеваний и причин бесплодия по соскобам из полости матки, воспалительных и предопухолевых заболеваний шейки матки). Кроме этого, гистологическое исследование требуется для установления особенностей течения и тяжести поражения (а следовательно, и для прогноза и коррекции терапии) при заболеваниях некоторых органов (печени, почек, нервной и мышечной систем, а также некоторых сосудистых поражений). Однако диагностика этих состояний ограничивается техническими возможностями взятия и исследования материала, что обычно выполняется только в специализированных учреждениях и недоступно для районных или региональных центров.

## Методы исследования материала

### Гистологическое исследование
Гистологическое исследование — это исследование тканей под микроскопом. С помощью специальных растворов (гистологической проводки) кусочек ткани обезвоживают и делают жирорастворимым для последующей пропитки парафином в специальных формах, которые при комнатной температуре представляют собой твердые кубики. С помощью микротома с вмонтированным очень острым ножом, который может снимать слои толщиной от 3 микрометров, выполняют срезы. В последующем срезы монтируют на стекло и проводят их подготовку для окраски (для различных окрасок методики подготовки могут различаться, но в большинстве случаев, из срезов удаляют весь парафин вместе с остальными жирами и пропитывают этанолом, чтобы сделать возможным диффузию водорастворимых веществ). И только после этого производят окраску различными красителями, что позволяет сделать видимым под микроскопом клетки и их элементы, а также различные элементы межклеточного вещества тканей. Специалист (клинический патолог — распространённый термин на западе, патологоанатом — название, утвердившееся в отечественной номенклатуре специальностей, патоморфолог и патогистолог — неформальное обозначение, широко распространённое в среде специалистов-патологоанатомов в русском языке) по результатам исследования объекта под микроскопом, даёт заключение, на основании которого формируется клинический диагноз или выставляет окончательный диагноз. Также существует метод срочного гистологического исследования, когда материал забирается в ходе операции, и необходимо быстро решить вопрос о том, что представляет собой найденное образование, и определиться с объёмом и тактикой дальнейшего оперативного вмешательства. Суть метода заключается в сверхбыстрой (общее время исследования не превышает 30 минут, при стандартной методике общее время исследования занимает не менее 3 дней) низкотемпературной заморозке препарата в воде, без его гистологической проводки (то есть доведения до парафинового блока), дальнейшая методика стандартна. Недостатком этого метода является более низкое качество получаемого препарата, а следовательно, достоверность заключения.

### Цитологическое исследование
Принципиально цитологическое исследование отличается от гистологического тем, что при нём проводится не исследование ткани, а исследование клеток. Так, далеко не всегда удается взять кусочек ткани, да и не всегда это нужно. Например, в гинекологии одной из самых часто выполняющихся процедур является мазок-отпечаток с поверхности шейки матки. Выполняется такое исследование с целью раннего выявления или исключения наличия предопухолевых заболеваний. При этом с поверхности подозрительного образования берутся только клетки. После обработки и окрашивания препарата морфолог исследует полученные клетки и дает заключение о том, какой же природы это образование. Цитологическое исследование обладает меньшей точностью, чем гистологическое.

## Методика выполнения
При заболеваниях желудочно-кишечного тракта проводится щипковая биопсия специальными биопсийными щипцами во время эндоскопического исследования. Так, при болезнях пищевода, желудка, двенадцатиперстной кишки проводится фиброгастроскопия. Для раннего выявления и подтверждения диагноза рекомендуется выполнение биопсии при каждом эндоскопическим исследовании. Рекомендуется избегать выставления диагноза при гастроскопии, основываясь только на данные осмотра, только выполнение биопсии с последующим гистологическим исследованием позволяет не только установить достоверный диагноз гастрита, но и выявить его причину, в частности — Helicobacter pylori.
При заболеваниях толстой кишки проводится фиброколоноскопия или ректороманоскопия. Взятие тканей является процедурой безболезненной, хотя определённый дискомфорт в связи с проведением самого исследования пациент ощущает.
Для исследования органов и тканей, расположенных близко к поверхности кожи используются специальные иглы. Производится пункционная биопсия. Производится прокол специальной длинной иглой, часто под контролем рентгена, УЗИ или других неинвазивных методов контроля. Полученный из просвета иглы столбик ткани направляется на цитологическое исследование. Данный метод часто используется для получения биоптата из паренхиматозных органов и поверхностно расположенных образований. Так, например, пункционная биопсия используется для забора материала из молочной железы, щитовидной железы и других поверхностно расположенных образований. Существует возможность биопсии глубоко расположенных органов — печени, почек, поджелудочной железы. При этом игла проводится к нужной точке с одновременной рентгеноскопией или ультразвуковой диагностикой. Хотя укол обычно легко переносится пациентом, нередко используется поверхностная анестезия, когда с помощью распыления или подкожного введения анестетика проводят «заморозку» участка кожи, через который пройдёт игла. При биопсии печени местная анестезия используется всегда, так как без неё исследование болезненно.
Нередко требуется полное удаление образования. Поэтому биопсия одновременно является и лечебным мероприятием; в случае, когда удалённое образование является доброкачественным, происходит полное излечение пациента, например, при удалении доброкачественных полипов.

## Биопсийный пистолет
Предназначен для режущей биопсии всех видов мягких тканей (печень, почки, щитовидная, поджелудочная, предстательная, молочная железы и др.)
При сердцевинной биопсии (core-биопсии, кор-биопсии, режущей биопсии) пункция производится специальной одноразовой иглой, которая подсоединяется к биопсийному пистолету. Игла состоит из двух частей — гарпуна и трубки. При работе пистолет с большой скоростью выстреливает гарпун, который фиксирует мягкую ткань в желобке, затем так же быстро выстреливается трепан, режущая кромка которого срезает столбик ткани, расположенный в желобке гарпуна. Эта процедура позволяет получить не несколько клеток, а полноценную ткань образования.

## Оснащение и инструменты
В настоящее время для биопсии печени применяют три группы игл: аспирационные; модифицированные аспирационные; режущие. Аспирационные иглы имеют тонкостенные канюли с кончиками, заточенными под разными углами, используются для проведения прицельной тонкоигольной биопсии с аспирацией материала для цитологического исследования. Тонкоигольную аспирационную биопсию (ТАБ) выполняют иглами диаметром меньше 1 мм. Из специализированных игл можно выделить иглы типа Chiba.
Модифицированные аспирационные иглы имеют канюлю с заточенными острыми краями и кончики различной формы. Позволяют не только аспирировать, но и вырезать столбики ткани. Предназначены для взятия как цитологических, так и гистологических образцов. Режущие иглы бывают трёх типов: Menghini, с остро заточенным рабочим концом, Tru-Cut, имеющая канюлю с острыми краями и внутренний стилет с вырезкой и пружинно-режущие со специальным «пистолетом». Предназначены для получения образца тканей для гистологического исследования.

## «Жидкая биопсия»
Жидкая биопсия — неофициальное название новой методики выявления опухолевых клеток (CTC) и их ДНК (ctDNA ) в крови пациента. До начала 2014 года методика считалась исключительно лабораторной и неприменимой в практической онкологии. В феврале 2014 года было опубликовано исследование, авторам которого удалось показать перспективность жидкой биопсии для раннего обнаружения различных видов рака.
Эта процедура, по мнению учёных, способна совершить революцию в диагностике и лечении рака, поскольку значительно облегчает раннее обнаружение опухолевых клеток ещё до появления симптомов. Жидкая биопсия помогает врачу увидеть общую картину и понять, как раковые клетки распространяются в организме, в то время как обычная биопсия предоставляет информацию лишь о локальной опухоли.